# Sergio Cammariere

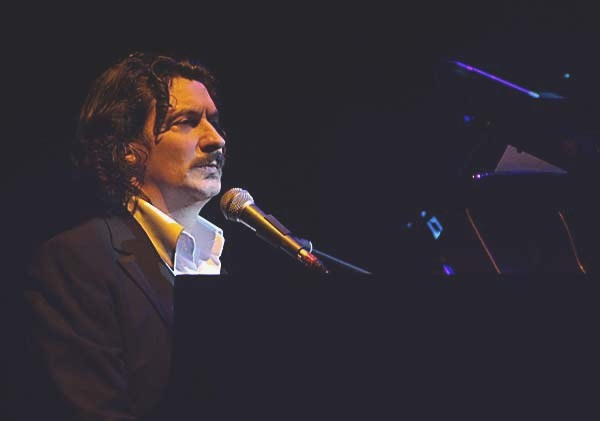
Sergio Cammariere

Sergio Cammariere (* 15. November 1960 in Crotone) ist ein italienischer Cantautore, Jazzpianist und Filmkomponist.

## Karriere
Cammariere begann in den 90er-Jahren als Komponist für verschiedene Filmproduktionen. 1997 wurde er bei der Verleihung des Tenco-Preises als bester Newcomer ausgezeichnet. Im Jahr darauf legte er sein Debütalbum Dalla pace del mare lontano vor. Nachdem er beim Sanremo-Festival 2003 mit Tutto quello che un uomo den Kritikerpreis gewinnen konnte, erfuhr das Album große Aufmerksamkeit und erreichte 2003 in einer Neuauflage die Spitze der Charts. Die Single Libero nell’aria leitete 2004 das zweite Album Sul sentiero, auf dem Cammariere auch mit Amedeo Ariano, Luca Bulgarelli, Simone Haggiag, Fabrizio Bosso und Paolo Silvestri zusammenarbeitete.
Als drittes Album erschien 2006 Il pane, il vino e la visione, gefolgt 2007 vom Soundtrack zum Film L’abbuffata von Mimmo Calopresti. 2008 kehrte der Musiker zum Sanremo-Festival zurück, wo er L’amore non si spiega präsentierte. Das Lied war auf der Kompilation Cantautore piccolino enthalten, die im Anschluss erschien. Nach dem Album Carovane (2009) widmete Cammariere sich vorwiegend der Komposition für Film und Fernsehen, bis er sich 2012 mit Sergio Cammariere zurückmeldete, nunmehr bei Sony. Zwei Jahre später folgte Mano nella mano, auf dem u. a. Antonello Salis zu hören ist.
Die letzten Alben Io (2016) und Piano (2017) blieben relativ unbeachtet.

## Diskografie

### Alben
| Jahr | Titel                                         | Höchstplatzierung, Gesamtwochen, AuszeichnungChartsChartplatzierungen (Jahr, Titel, Platzierungen, Wochen, Auszeichnungen, Anmerkungen) | Anmerkungen     |
| Jahr | Titel                                         | IT | Anmerkungen     |
| ---- | --------------------------------------------- | --- | --------------- |
| 2002 | Dalla pace del mare lontano                   | IT37 (12 Wo.)IT | EMI             |
| 2003 | Dalla pace del mare lontano (Sanremo edition) | IT1 (31 Wo.)IT | EMI             |
| 2004 | Sul sentiero                                  | IT11 (22 Wo.)IT | EMI             |
| 2006 | Il pane, il vino e la visione                 | IT21 (21 Wo.)IT | EMI             |
| 2008 | Cantautore piccolino                          | IT4 (18 Wo.)IT | EMI Kompilation |
| 2009 | Carovane                                      | IT12 (13 Wo.)IT | EMI             |
| 2012 | Sergio Cammariere                             | IT12 (9 Wo.)IT | Sony            |
| 2014 | Mano nella mano                               | IT10 (6 Wo.)IT | Sony            |
| 2016 | IO                                            | IT81 (3 Wo.)IT |                 |
| 2017 | Piano                                         | IT94 (1 Wo.)IT | Sony            |
| 2019 | La fine di tutti i guai                       | IT56 (2 Wo.)IT | Sony            |

### Singles
| Jahr | Titel Album                                                            | Höchstplatzierung, Gesamtwochen, AuszeichnungChartsChartplatzierungen (Jahr, Titel, Album, Platzierungen, Wochen, Auszeichnungen, Anmerkungen) | Anmerkungen                           |
| Jahr | Titel Album                                                            | IT | Anmerkungen                           |
| ---- | ---------------------------------------------------------------------- | --- | ------------------------------------- |
| 2003 | Tutto quello che un uomo Dalla pace del mare lontano (Sanremo edition) | IT4 Gold · (17 Wo.)IT | Verköufe: + 35.000                    |
| 2006 | Non mi lasciare qui Il pane, il vino e la visione                      | — | Platz 23 (1 Woche) der Downloadcharts |
| 2008 | L’amore non si spiega Cantautore piccolino                             | IT3 (10 Wo.)IT |                                       |

## Belege
1. ↑  Chartquellen (Alben):
  - Guido Racca & Chartitalia: Top 100 FIMI Album. Lulu, 2013, S. 85.
  - Alben von Sergio Cammariere. In: Italiancharts.com. Hung Medien, abgerufen am 9. Februar 2018 (italienisch).
2. ↑  Guido Racca & Chartitalia: Top 100 FIMI Singoli. Lulu, 2013, S. 75; 172.
3. ↑  Auszeichnungen für Musikverkäufe: IT

| Personendaten    | Personendaten                                           |
| ---------------- | ------------------------------------------------------- |
| NAME             | Cammariere, Sergio                                      |
| KURZBESCHREIBUNG | italienischer Cantautore, Jazzpianist und Filmkomponist |
| GEBURTSDATUM     | 15. November 1960                                       |
| GEBURTSORT       | Crotone                                                 |